# Зиёев, Хуршедджон Махшулович
Хуршедджон Махшулович Зиёев (тадж. Хуршедҷон Махшулович Зиёев и Зиёӣ Хуршед Махшулзода; род. 26 августа 1963, Калаихумский район, Таджикская ССР) — доктор философских наук (2006), профессор (2010),заместитель директора Института философии, политологии и права имени А. Баховаддинова Национальной академии наук Таджикистана.

## Биография
Родился в семье служащего. В 1980 г. окончил с золотой медалью среднюю школу № 1 Калаихумского района, в 1985 г. с отличием — отделение арабского языка факультета восточных языков Таджикского национального университета. В 1985—1988 г. служил в Ливии в качестве инженера-переводчика Министерства оборонной промышленности СССР.
В 1991 г. окончил аспирантуру Института философии и права Академии наук Республики Таджикистан, после чего работал младшим научным, научным, старшим научным сотрудником того же института. С декабря 1993 года — заведующий кафедрой философии, с августа 1998 г. — проректор по учебной работе Таджикского государственного института языков им. С. Улугзода.
В 2009—2011 гг. — начальник Государственной службы по надзору в сфере образования Министерства образования Республики Таджикистан. С 1 августа 2011 г. — 27 февраля 2015 г. ректор Таджикского государственного института языков им. С. Улугзода. Одновременно с 2 октября 2012 г. — член коллегии Министерства образования Республики Таджикистан. С 10 марта 2015 г. по 20 августа 1917 г. начальник
управления науки и инновации Министерства образования и науки Республики
Таджикистан. С 21 августа 2017 г. по 16 октября 2019 г. директор Института развития образования имени Абдурахмана Джами Академии образования Таджикистана. Распоряжением  Президента Республики Таджикистан от 17 октября 2019 г., №АП-1277 назначен первым заместителем директора Центра стратегических исследований при Президенте Республики Таджикистан. Указом Президента Республики Таджикистан от 4  февраля 2020 г., №1451 назначен директором указанного Центра. С 1 марта по 7 ноября 2022 г. работал заведующим отделом социальной философии Института философии, политологии и права имени А. Баховаддинова Национальной академии наук Таджикистана. С 8 ноября 2022 г. до сегодняшнего дня является заместителем директора Института философии, политологии и права имени А. Баховаддинова Национальной академии наук Таджикистана. С 3 ноября 2023 г. по 28 февраля 2024 г. исполнял обязанности директора указанного института.
Председатель Общества дружбы «Таджикистан — Китай» (с 2011 г.по 2015 г.), член президиума Комитета мира и национального согласия Республики Таджикистан.

## Научная деятельность
В 1991 г. защитил кандидатскую, в 2006 г. — докторскую диссертации.
Автор 168 научных и научно-методических трудов, в том числе 11 монографий (Мировоззрение Бахоуддина Валада, 1992; Мавлоно, 2007; Традиции и право, 2009; Тофизика: идеи о начале Вселенной, 2013 и др.), 28 учебников и учебных пособий (Взаимосвязь устной и письменной традиций в культуре, 1999; Основы философии, 2012; Философия науки и техники, 2013; Основы философии образования, 2018 и др.) и 129 научных статей. Его статьи по истории философии,социальной философии, культурологии, религиоведению, философской и юридической антропологии, а также методике преподавания опубликованы в Таджикистане, Узбекистане, Иране, России, Кыргызстане, Турции и Германии.

### Избранные труды
- Зиёев Х. М. Мировоззрение Бахоуддина Валада и его роль в формировании ордена «Мавлавия» : Автореф. дис. … канд. филос. наук. — 1991. — 21 с.
- Зиёев Х. М. Мировоззрение Бахоуддина Валада. Душанбе, 1992 – 114 с.
- Зиёев Х. М. Суфийский орден Мавлавия и эволюция его теоретической и практической философии (XIII — начало XX вв.) : Автореф. дис. … д-ра филос. наук. — 2006. — 50 с.
- Зиёев Х. М. Суфийский орден мавлавия. Душанбе,2007 – 276 с.
- Зиёев Х. М. Чанд андешае перомуни каломи мансури Мавлоно Ҷалолуддини Румӣ (недоступная ссылка — история) = О некоторых особенностях прозы Джалаледдина Руми // Паёми Донишкадаи забонҳо. — 2012. — № 4 (8). — С. 96-99. (тадж.)
- Махмаджонова М. Т., Зиёев Х. М. Рисолаи арзишманд оид ба таърихи фалсафаи тоҷик (недоступная ссылка — история) = Ценнейший труд по истории таджикской философии // Паёми Донишкадаи забонҳо. — 2012. — № 4 (8). — С. 100-103. (тадж.)

## Награды
- Грамота Министерства образования Республики Таджикистан (2000)
- Отличник образования Таджикистана (2004)
- Памятный подарок Президента Республики Таджикистан (2006)
- Грамота Федерации мира и согласия СНГ (2012)
- Медаль "30-летие Государственной независимости Республики Таджикистан" (2021)
- Медаль "20-летие ШОС" (2021).